# Mików

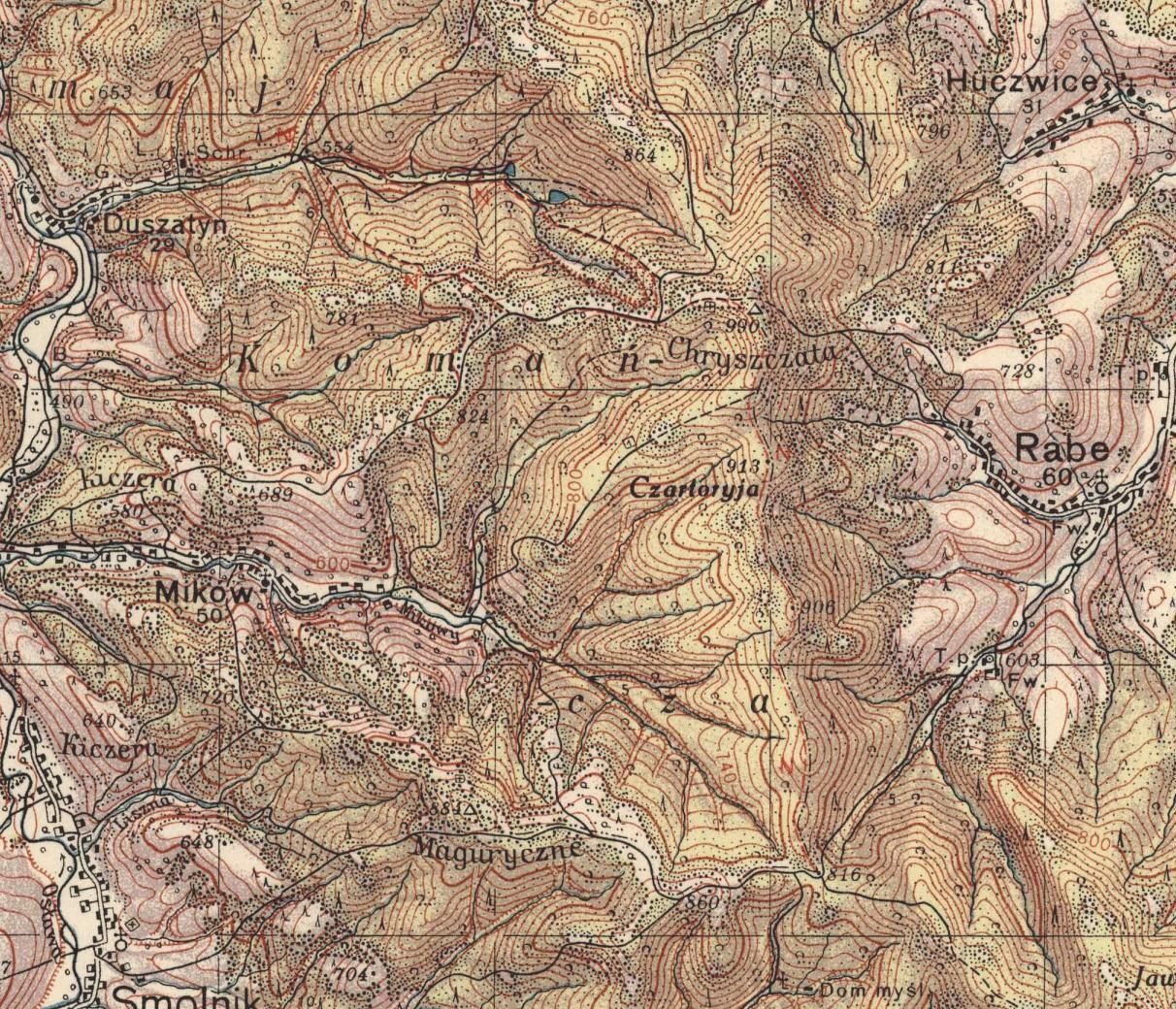
Mików na mapie z roku 1937

Mików (łem. Миків) – osada w Polsce położona w województwie podkarpackim, w powiecie sanockim, w gminie Komańcza nad rzeką Osławą.

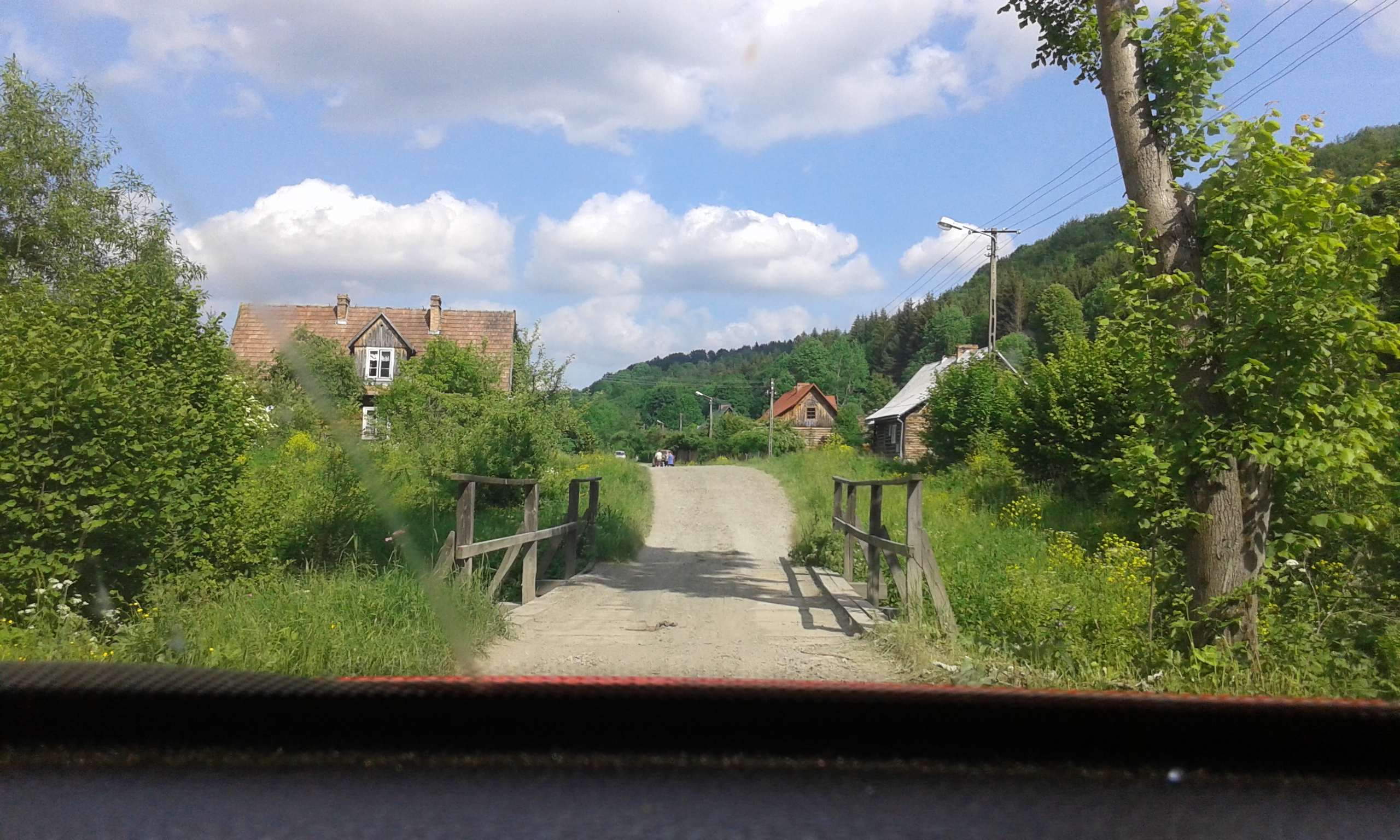
Mików

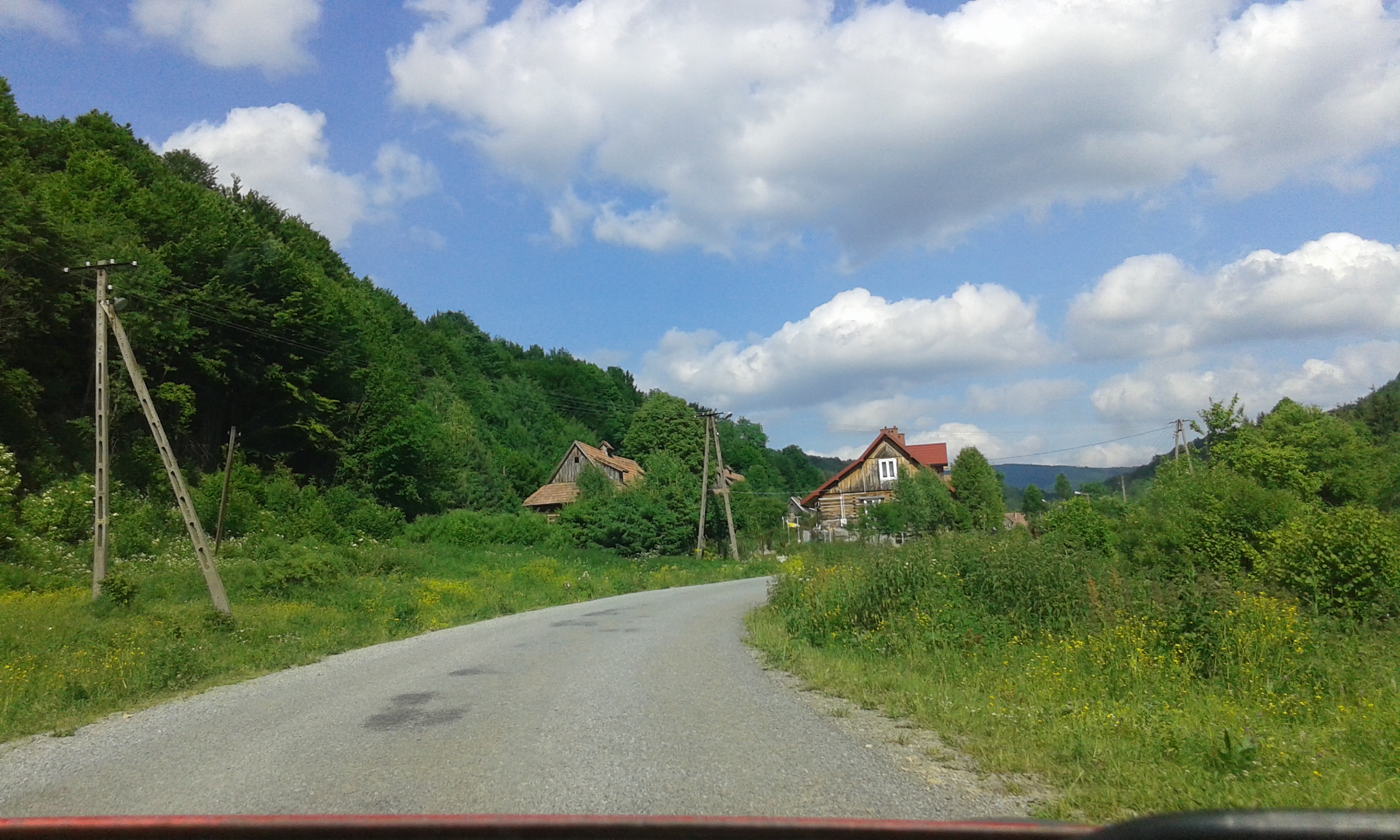
Mików

## Historia
Wieś prawa wołoskiego w latach 1551–1600, położona w ziemi sanockiej województwa ruskiego, w drugiej połowie XVII wieku należała do starostwa krośnieńskiego.
W 1657 – przemarsz przez wojsk księcia siedmiogrodzkiego Jerzego II Rakoczego, sprzymierzeńca Szwedów, które spustoszyły wsie w dolinie Osławy, m.in. Mików, Roztoki. Do 1772 województwo ruskie, ziemia sanocka. Od 1772 należał do cyrkułu leskiego, a następnie sanockiego w Galicji. Do 1914 powiat sądowy w Sanoku, gmina Bukowsko. W roku 1898 wieś liczyła 281 mieszkańców oraz 38 domów, pow. wsi wynosiła 6,98 km².
W połowie XIX wieku właścicielem posiadłości tabularnej w Mikowie był Alfred Lubaczewski. W 1905 Józef Mikołaj Potocki posiadał we wsi obszar leśny 893,7 ha, a w 1911 posiadał 893 ha.
Od listopada 1918 do stycznia 1919 Republika Komańczańska. Grekokatolicy należeli do parafii unickiej w Smolniku, katolicy do parafii łacińskiej w Bukowsku, a od 1927 r. w Komańczy. W latach 1975–1998 miejscowość położona była w województwie krośnieńskim.

## Toponimika nazwy
Mykow 1561, Mikow 1665, Myków XIX w, Mików XX wiek. Etymologia w związku z naz. osob. Mikoła, Mikołaj, wariant wywodzący z języka wołoskiego (por. rum. mic – „mały, mikry”).